# Gastronomia d'Estònia
La cuina tradicional estoniana s'ha basat substancialment en la carn i les patates, i en el peix a les zones costaneres i lacustres. Tanmateix, ara mostra influències d'una varietat de cuines i ingredients internacionals, amb diverses contribucions de les tradicions dels països veïns. La alemanya, la sueca, la russa, la finlandesa i altres influències han jugat el seu paper. Els aliments més típics d'Estònia han estat el pa de sègol, l'ordi, la carn de porc, el peix, les patates i els productes lactis de vaca de llet. Pel que fa a l'aliment bàsic, Estònia és similar a altres països de la regió del Bàltic.

## Taula freda

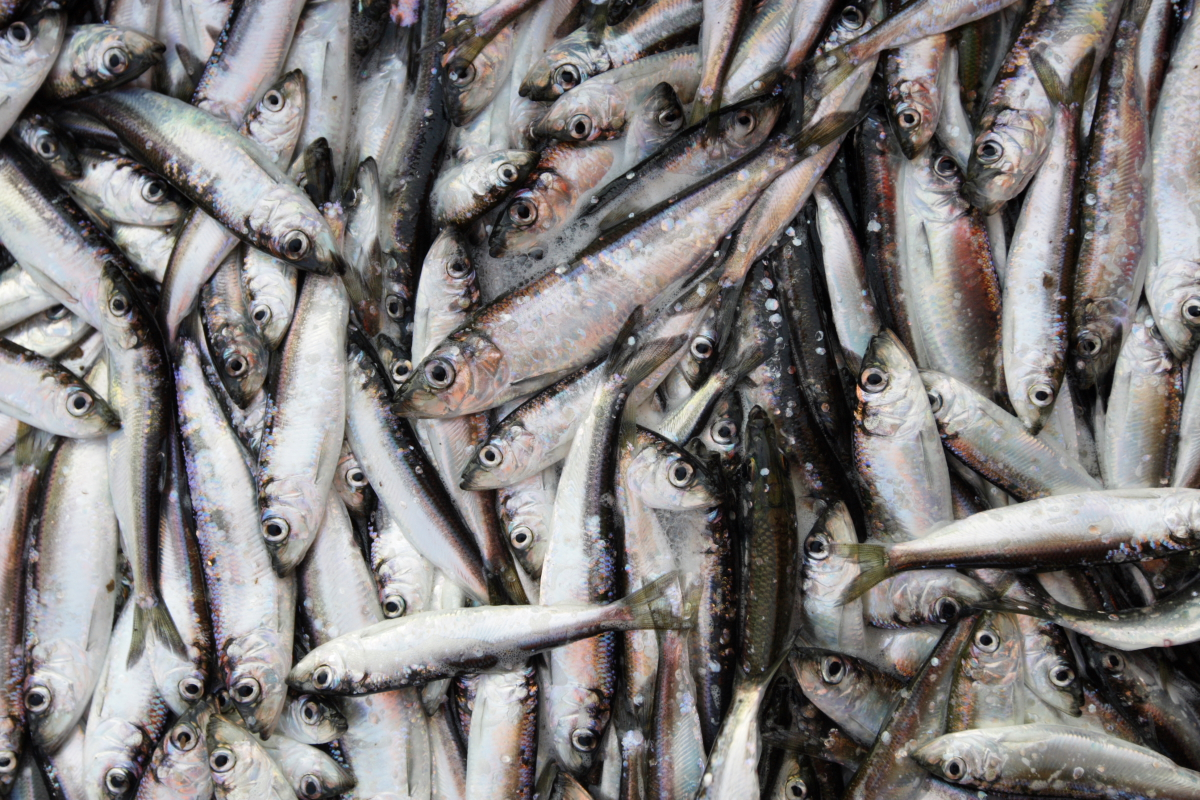
L'areng del Bàltic räim va ser elegit peix nacional d'Estònia el 2007.

El primer plat de la cuina tradicional estoniana es basa en plats freds: una selecció de adobs, carns i salsitxes (vorst) servits amb amanida de patata (kartulisalat), formatge fresc (kodujuust), o rosolje, un plat insígnia estonià gairebé idèntic a la sillsallad sueca, a base de remolatxa, patates i areng. Els Pirukad (petites pastes salades farcides de carn, peix, col, pastanagues, formatge o altres farcits) també són populars i sovint se serveixen amb puljong (brou).
L'areng és comú entre altres peixos com a part de la taula freda estoniana. L'anguila fumada o marinada, així com el cranc de riu, es consideren delicatessen. Un dels plats nacionals d'Estònia és el diminut areng del Bàltic (räim), el peix nacional del país, juntament amb l'amploia (kilu). Les espadines salades especiades amb una rodanxa d'ou dur en una llesca de pa (kiluvõileib) s'han popularitzat com un aperitiu distintiu estonià.

## Sopes
Les sopes tradicionalment constituïen un plat principal i avui dia es mengen més sovint com a primer plat. Les sopes es fan típicament amb carn o brou de pollastre barrejat amb una varietat de verdures, pèsols, ous, porc o peix. Les sopes també es barregen amb crema agra o llet.
Lõhesupp, una sopa cremosa que sembla inclinar-se més cap a la alta cuina local, es fa amb salmó, patates i nata. La Hernesupp (sopa de pèsols) també és força popular. La Käkisupp són boles de porc fregit amb llard, barrejades amb farina d'ordi, cuinades en sopa.
Les sopes encara són populars i es venen en massa en llaunes a les botigues de queviures com a menjars ràpids per al dia a dia.

## Plat principal

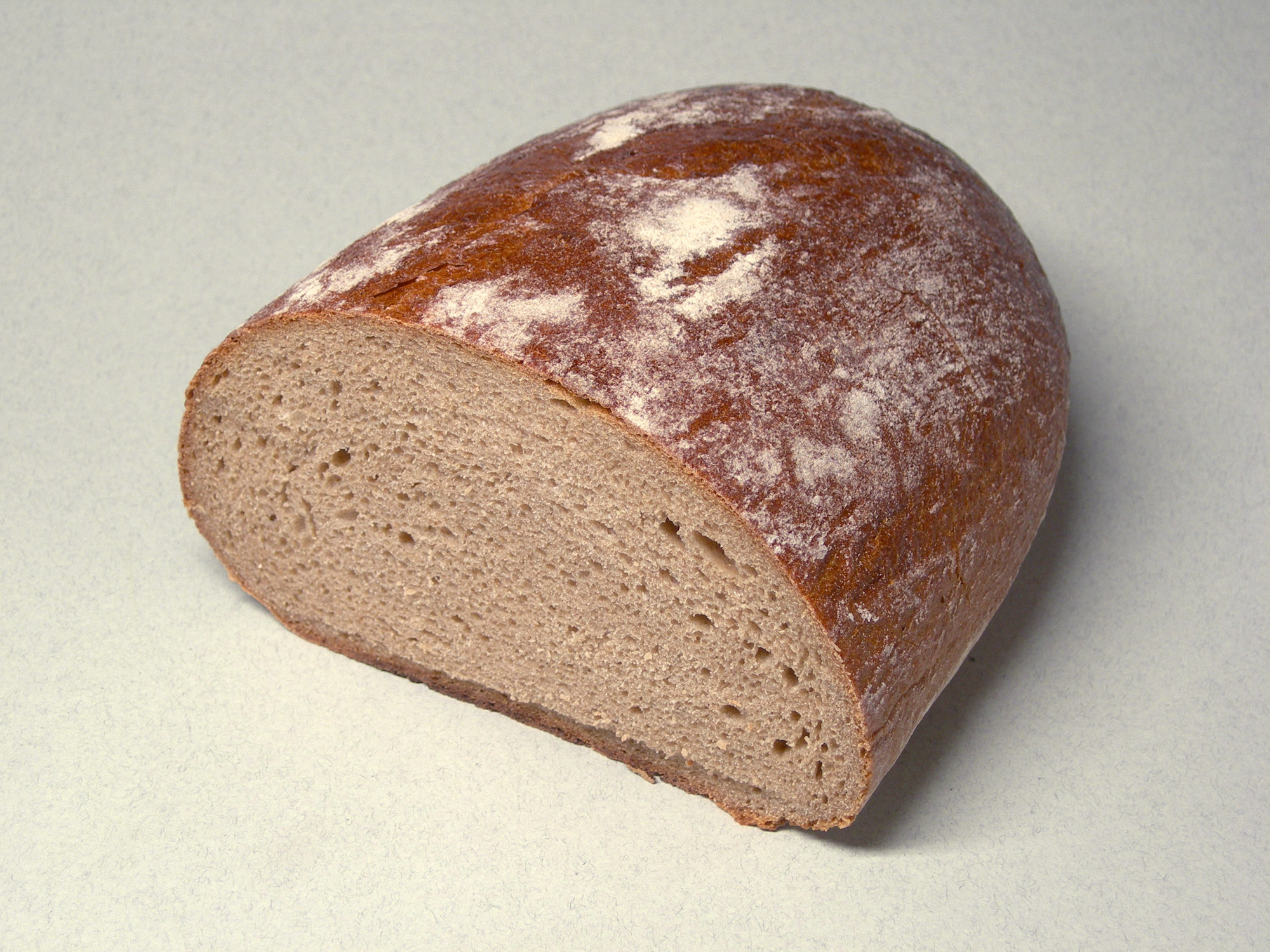
Una mitja barra de pa de sègol fi

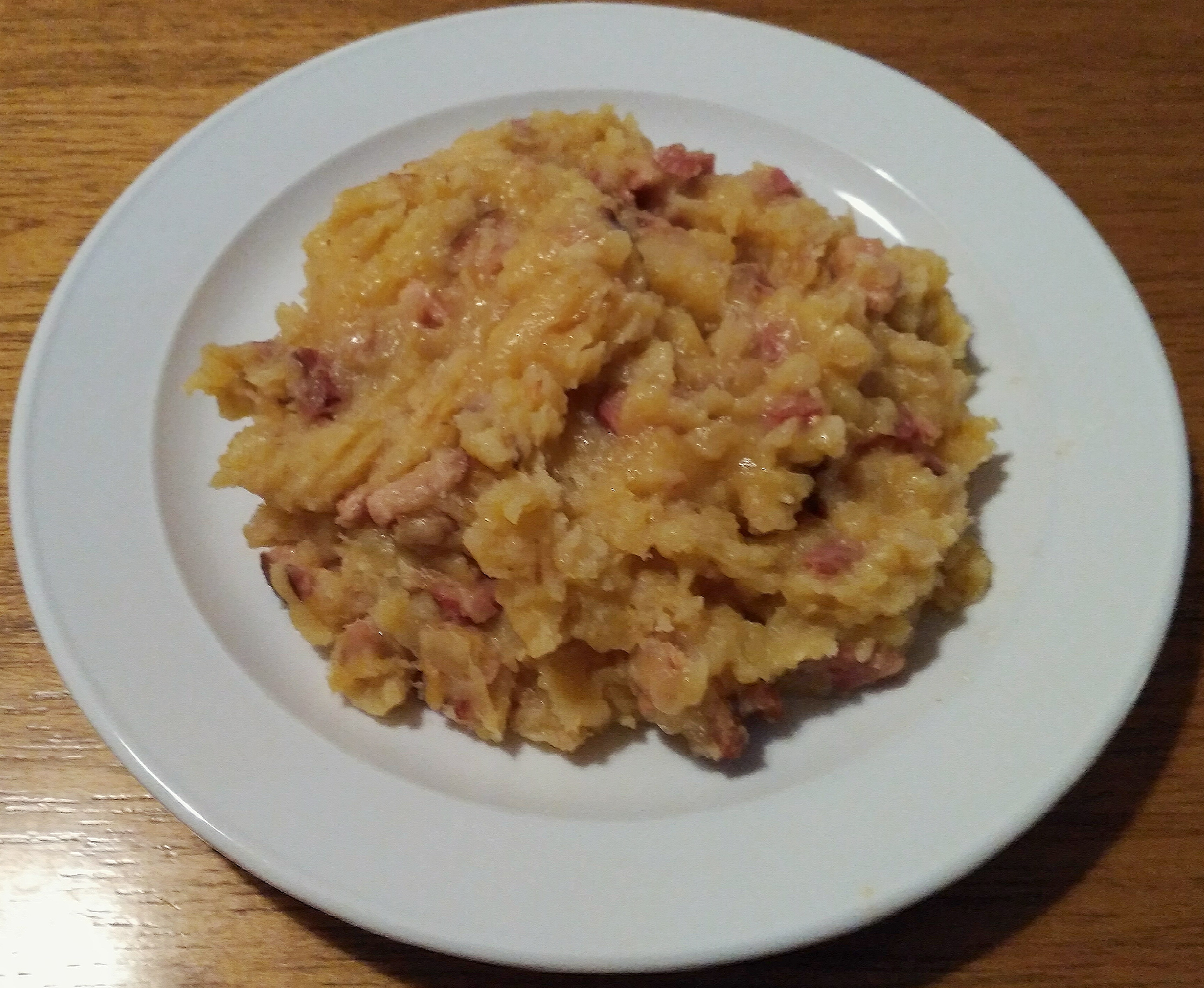
Mulgipuder, un plat nacional de patates, sèmola i porc, originari del sud d'Estònia

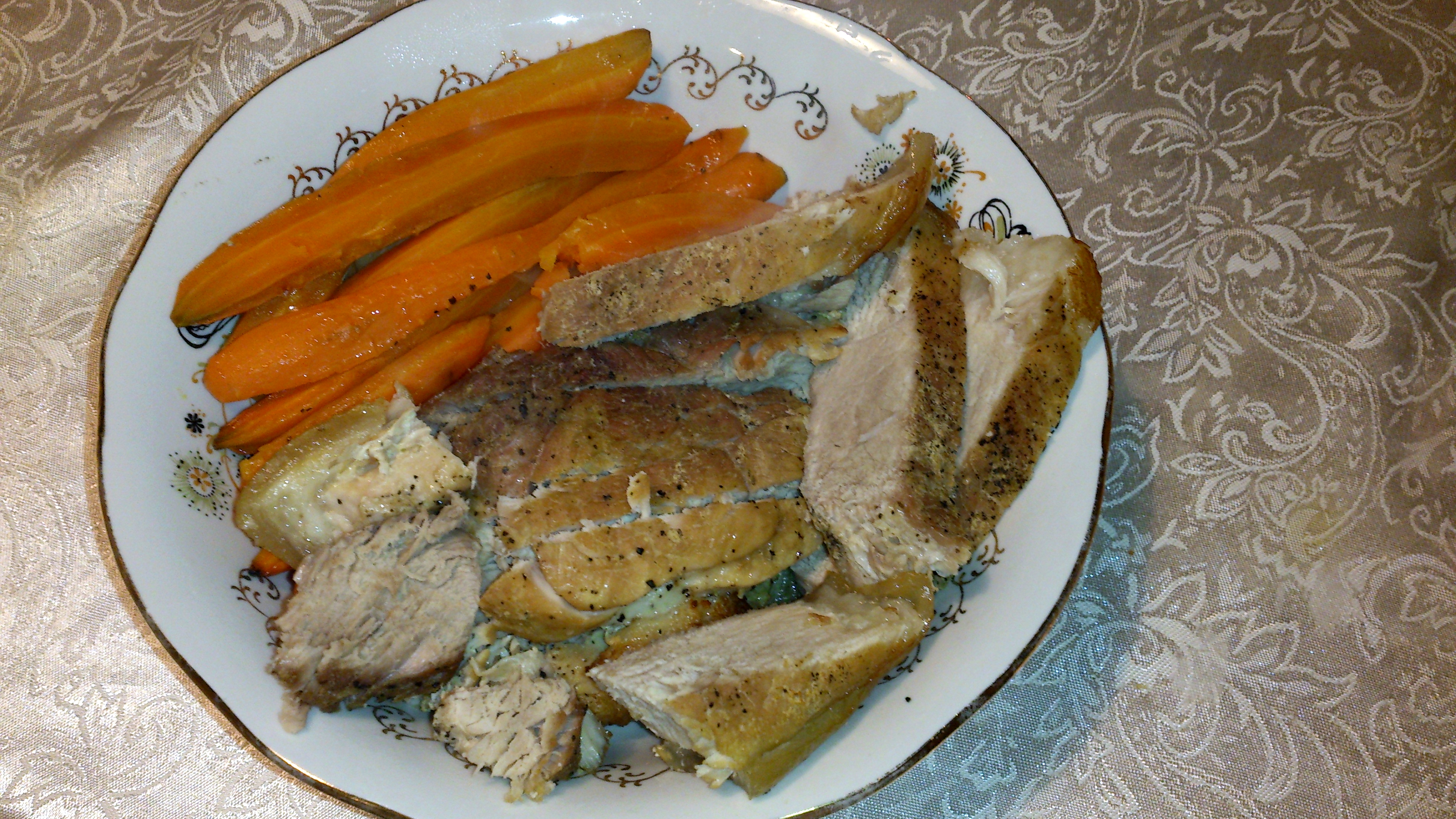
Porc rostit al forn (seapraad) amb rodanxes de pastanaga

El pa negre leib (o rukkileib, és a dir, "pa de sègol") acompanya gairebé tots els plats salats d'Estònia. Els estonians continuen valorant les seves varietats de pa negre a base de sègol.
Els Mulgikapsad (xucrut amb porc i ordi perlat) és un aliment que s'afegeix a la llista del patrimoni cultural estonià i es pot considerar menjar nacional estonià.
El Mulgipuder és l'únic menjar nacional estonià que es troba a la Llista del Patrimoni Cultural Immaterial de la Humanitat de la UNESCO.
Els plats principals són probablement la part més eclèctica de la cuina estoniana moderna, perquè es proven molts plats diferents.

## Postres
Les postres típiques estonianes inclouen variants de kohupiim ([Quark (formatge)|quark]]), kohupiimakreem (mató cremós), jäätis (gelat), kama (una farina de cereal i lleguminosa que es menja barrejada amb llet, sèrum de mantega o iogurt), mannavaht (una crema espumosa feta de sèmola i suc o fruita), kompott i leivasupp (sopa de pa), una sopa dolça tradicional feta de pa negre i pomes, servida amb crema agra o nata muntada, gairebé idèntica al plat letó maizes supa.
També es mengen pastes o pastissos com el rotllo de canyella, el pa de cardamom i diferents panets de mató, principalment acompanyats de cafè. Els pastissos de ruibarbre també són un dels preferits. Un altre de popular és el kringel (kringle), un pa dolç de llevat sovint aromatitzat amb cardamom. Les creps (pannkook) també són tradicionals, comunes i populars. El Vastlakukkel, un panet especiat amb cardamom amb nata muntada, és un panet dolç tradicional estonià, que es menja durant les festes del vastlapäev.
El Mulgikorp són petites coques o pastes rodones cobertes de sèmola o mató.

## Begudes
Avui dia, la cervesa d'elaboració local és la primera opció per acompanyar el menjar; el cafè, diferents sucs o simplement aigua són l'opció principal sense alcohol. També es beuen te i infusions. El vi és la segona beguda alcohòlica més consumida, però el volum de consum de vi a Estònia es veu eclipsat pel de la cervesa: es beu aproximadament cinc vegades més cervesa sola que totes les begudes alcohòliques més fortes (incloent-hi el vi i les begudes destil·lades) juntes. També hi ha vins de fruita estonians fets amb pomes o diferents baies. Estònia també és coneguda per la viin (vodka) i altres tipus de licor fort de producció local.
L'hidromel (mõdu), la beguda alcohòlica feta de mel que era més popular en temps antics, ha desaparegut gairebé completament. El Hapurokk, una beguda antiga feta de sègol fermentat, ara només es produeix a l'illa de Kihnu
Algunes altres begudes la popularitat de les quals va assolir el seu punt àlgid al segle xx, però que encara són consumides per alguns estonians, inclouen el kali (similar al kvass) i les begudes de saba de bedoll (kasemahl).
A més de la llet (piim), altres productes lactis àmpliament consumits inclouen el keefir i també el hapupiim ("llet agra") i el pett, que són variacions sobre el tema del sèrum de mantega.
El iogurt, que no es produïa a Estònia abans de la restauració de la independència, s'ha convertit en un aliment quotidià molt popular, que es ven principalment endolcit i tant en forma líquida com en una versió més cremosa.

## Estacions

### Estiu i primavera
Tradicionalment, a l'estiu i la primavera, als estonians els agrada menjar tot fresc: baies, herbes, verdures i tot el que ve directament del jardí. La caça i la pesca eren habituals en la història. Avui dia, han continuat sent passatemps populars. És popular fer graellada a l'estiu. Els ous es pinten i es mengen durant la Pasqua.

### Hivern i Nadal
Durant els mesos d'hivern, es porten a taula melmeladas, conserves i cogombres en vinagre. En un passat no gaire llunyà, la recol·lecció i conservació de fruites, bolets comestibles i verdures per a l'hivern era més habitual, avui dia ho és menys, ja que gairebé tot es pot comprar a les botigues. Tanmateix, preparar menjar per a l'hivern encara és popular al camp i continua conservant el seu encant per a molts, en contraposició a la comercialització dels hàbits alimentaris.
El porc rostit al forn, la botifarra de sang (verivorst), l'oca rostida (jõuluhani), la cansalada en gelatina (sült), el xucrut (hapukapsas) amb patates rostides al forn i el vi calent (hõõgvein o glögi) han format part del menú tradicional estonià que avui dia són principalment especialitats nadalenques. També han estat dolços típics de Nadal les pomes, les mandarinas, el pa de gingebre, la carabassa en vinagre (kõrvitsasalat) i la melmelada de nabius vermells.

## Història
Després de la caça i la pesca, l'agricultura (a Estònia, des de fa més de 4000 anys) es va convertir en una altra important font de nutrients, especialment aliments elaborats amb cereals (per exemple, puder (farinetes), rokk, leem, etc.) Els tipus de cereals més antics conreats a Estònia són l'ordi i el blat El més important va resultar ser el pa de sègol fosc fet amb massa fermentada, que va començar a coure's fa uns mil anys i es va convertir en sinònim de menjar en sentit figurat. A més del pa, es coïa un plat fet amb massa d'ordi sense fermentar anomenat karask; en temps posteriors també es feia sepik amb farina de blat, i en les festes se servia un pa de blat blanc anomenat sai. El nap també va ser un aliment bàsic a Estònia abans de la patata, i entre altres verdures, la col i el rave eren ben conegudes des de feia molt de temps.
El cultiu de la patata va començar a Estònia a mitjan segle XVIII, i a partir de finals del segle XIX es va convertir en una part dominant de la dieta diària estoniana. Durant la primera meitat del segle xx, Estònia era el primer (o el segon després de Polònia) del món en termes de producció de patates per càpita.
Fins al segle xx, la carn no era un element freqüent al menú dels estonians comuns. Els pagesos mataven animals a la tardor i el cap i les potes del porc es cuinaven en un plat anomenat sült. El silk (areng del Bàltic) era un plat de peix que es menjava salat i apareixia molt més sovint a la taula de la gent comuna. El peix fresc solia estar disponible a la costa i als llacs més grans. La selecció d'aliments de la població rural estava influenciada per la cuina dels terratinents germanobàltics locals i la classe urbana més rica, que era més diversa.
Encara hi ha algunes diferències entre les cuines de les dues regions històriques d'Estònia. A l'Estònia meridional, els pagesos van prosperar una mica més al segle xix i gaudien d'una cuina més diversa en comparació amb l'Estònia septentrional. Per exemple, la kama, el kohupiim (quark), el sõir (una barreja cuita de llet, mató i ous) i diversos plats elaborats amb llegums tenen el seu origen a l'Estònia meridional.
A la segona meitat del segle xix, juntament amb la urbanització i les condicions econòmiques en ràpida evolució, els hàbits alimentaris a Estònia es van tornar més complexos a mesura que nous ingredients i mètodes innovadors de cuinar es van popularitzar. La sèmola, l'arròs, el sucre, el cafè i les espècies van aparèixer a les botigues. Juntament amb l'evolució del comerç internacional, van arribar a Estònia noves influències culinàries i tendències de consum: principalment d'Alemanya i de la propera Sant Petersburg (llavors capital de l'Imperi Rus).
Als anys 1920 i 1930, es va desenvolupar una segona capa de cuina estoniana al país recentment independent. Des de llavors, s'hi han desenvolupat coneguts plats típics d'Estònia com el cogombre en vinagre, la carabassa en vinagre, el paté de fetge, les costelles, el puré de patates, les amanides de maionesa, els rotlles de col, el kissel, l'escuma de sèmola i les coques planes.
Durant el període d'ocupació soviètica (1944-1991), la dieta diària estoniana va estar notablement influenciada per l'escassetat d'ingredients disponibles i també per les noves idees culinàries que van arribar de l'URSS: borš, seljanka, rassolnik, pelmeenid, etc. van arribar a menjadors i restaurants, mentre que el Xai a la brasa (šašlõkk) va aparèixer en esdeveniments més privats. Al mateix temps, la varieta d'aliments i especialment de condiments era molt limitada. Sota el règim soviètic, els estonians van "inventar" diverses postres que es menjaven més habitualment durant els aniversaris, per exemple, el kirju koer (cacau en pols i mantega barrejats amb galetes esmicolades i melmelada, posats al congelador durant la nit) i el kass Artur (toffè tou i mantega barrejats amb bastonets de blat de moro inflats, congelats durant la nit).
Des que el país va recuperar la independència el 1991, la cuina estoniana moderna va rebre la influència dels plats populars arreu al món: pizza, pasta, hamburguesas, patates fregides, etc. són avui dia tan comuns com el pa de sègol, el porc, les patates bullides i l'areng com a aliments bàsics. Al segle xxi, s'ha la cuina tradicional estoniana hauria perdut importància. Tanmateix, durant les festes i celebracions més importants, i també cada dia, els aliments tradicionals encara són preferits a les famílies i entre els amics.

## Galeria

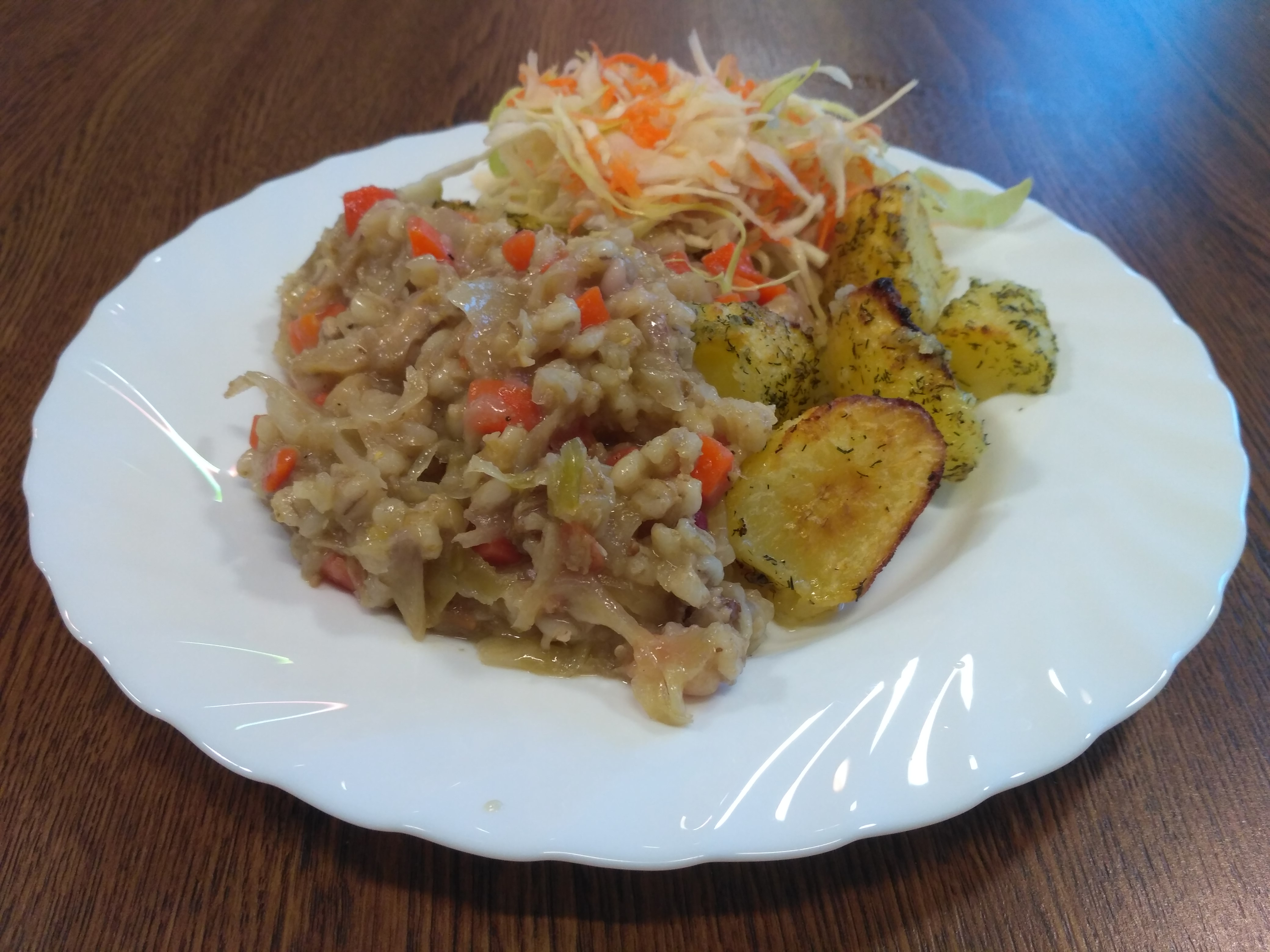
Mulgikapsad amb patates.
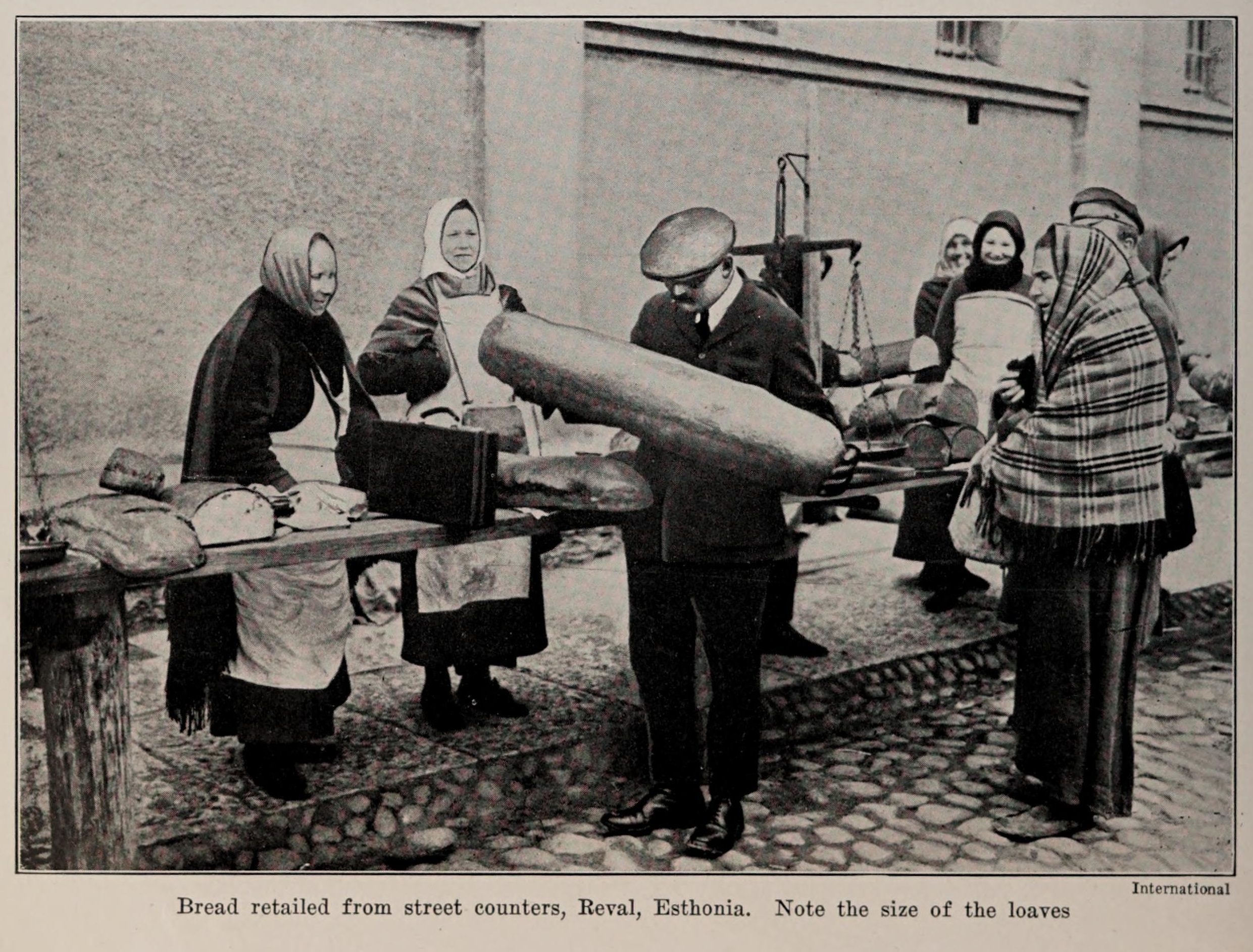
Pa venut en parades al carrer, Reval, Estònia (foto de The Encyclopedia of Food d'Artemas Ward, 1923).
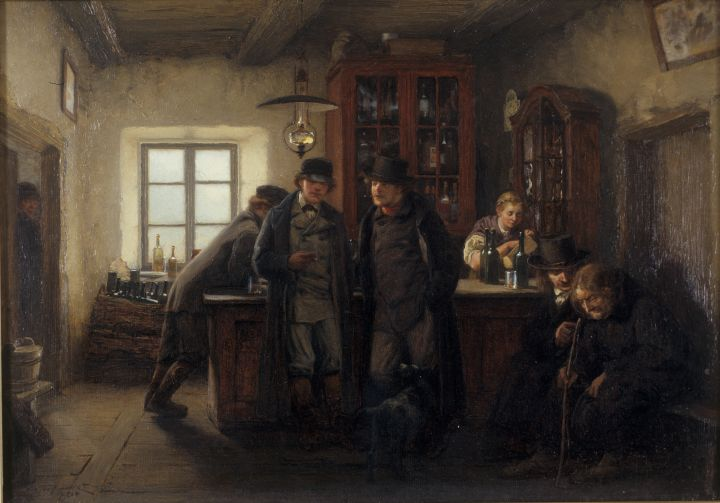
Pagesos estonians en una hostal, bevent viin (vodka), pintura d'Oskar Hoffmann, 1899.
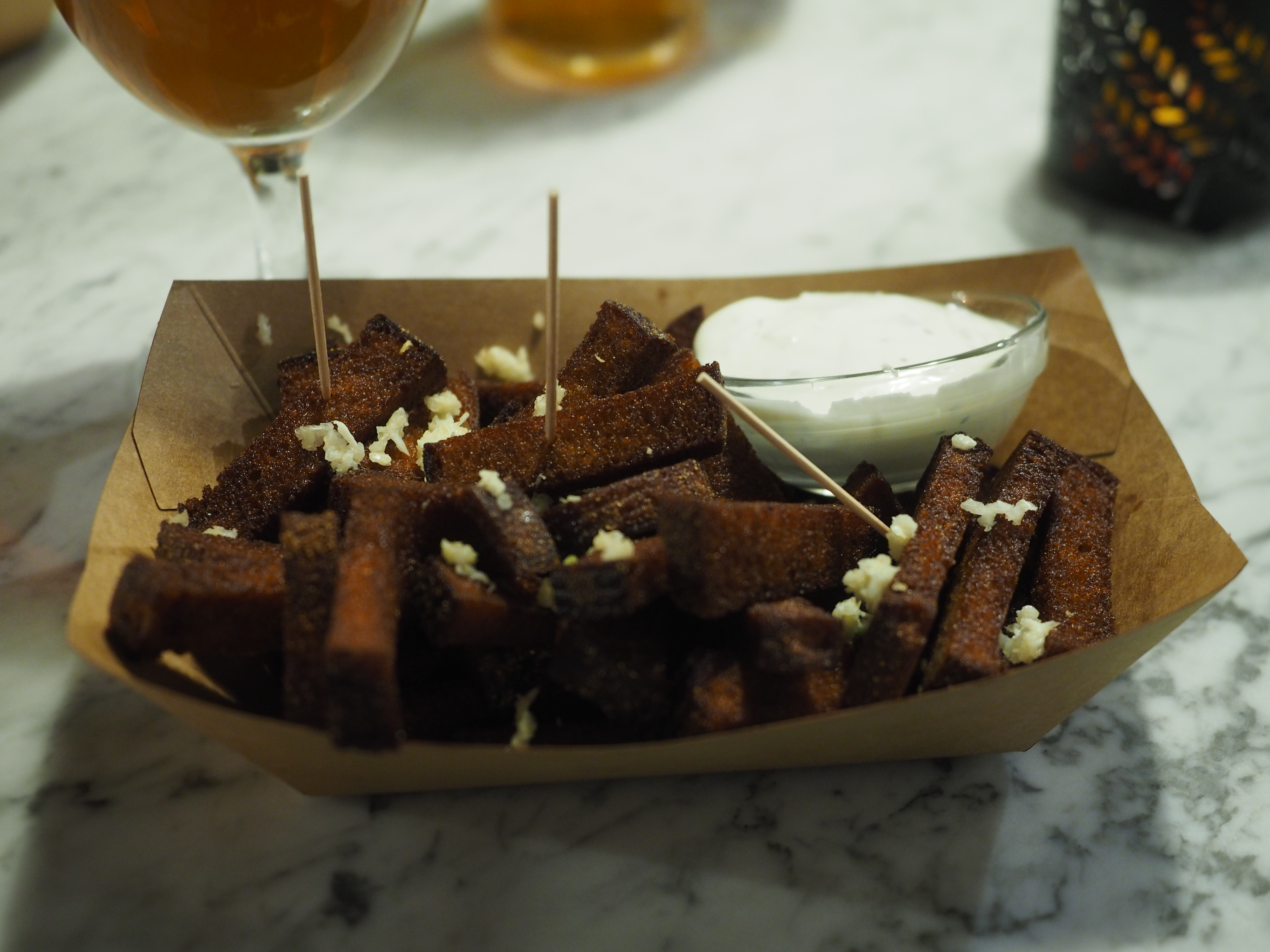
El pa de sègol (leib) amb all també es menja com a aperitiu de bar.
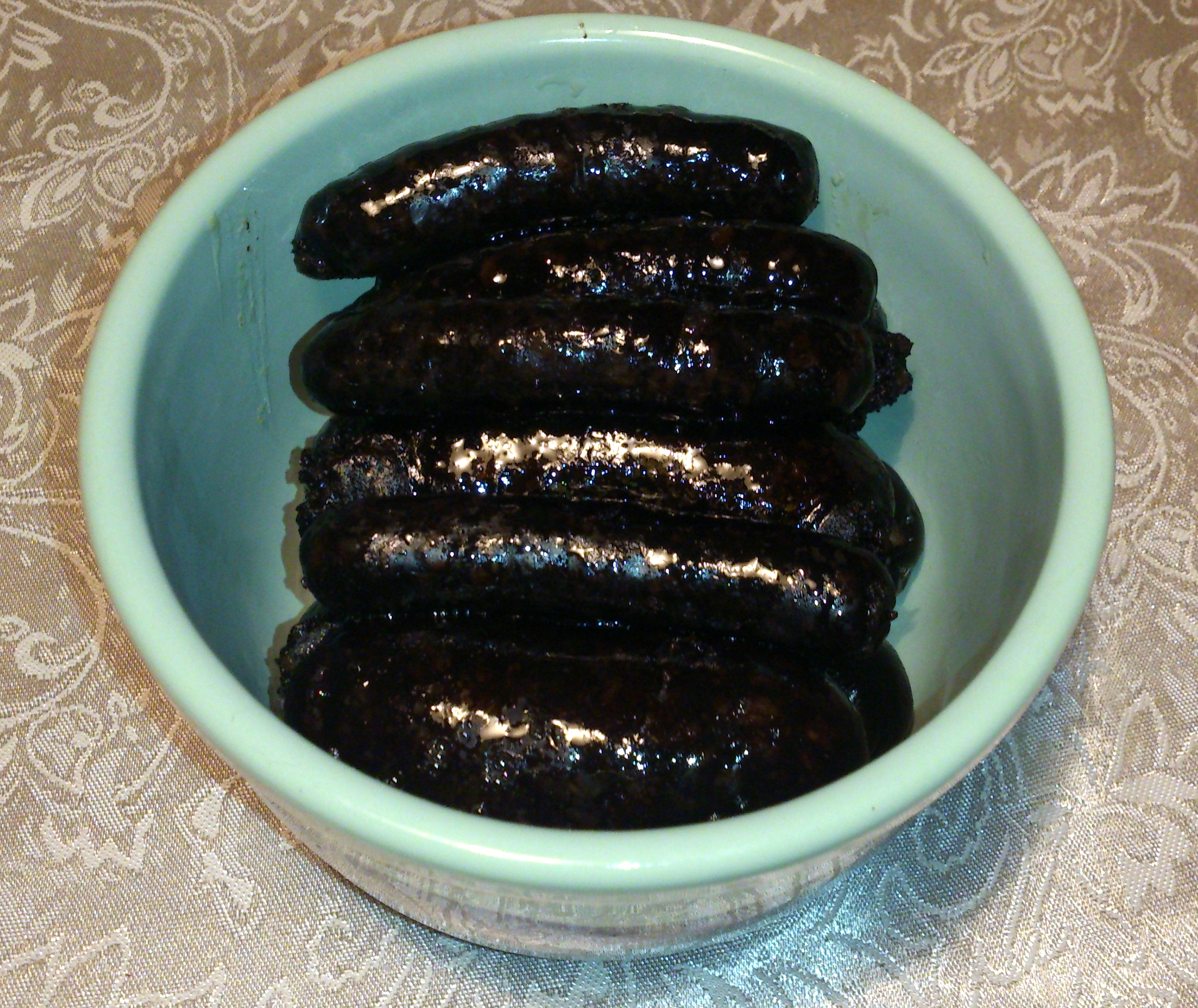
Petites botifarres de sang verivorst cuites al forn
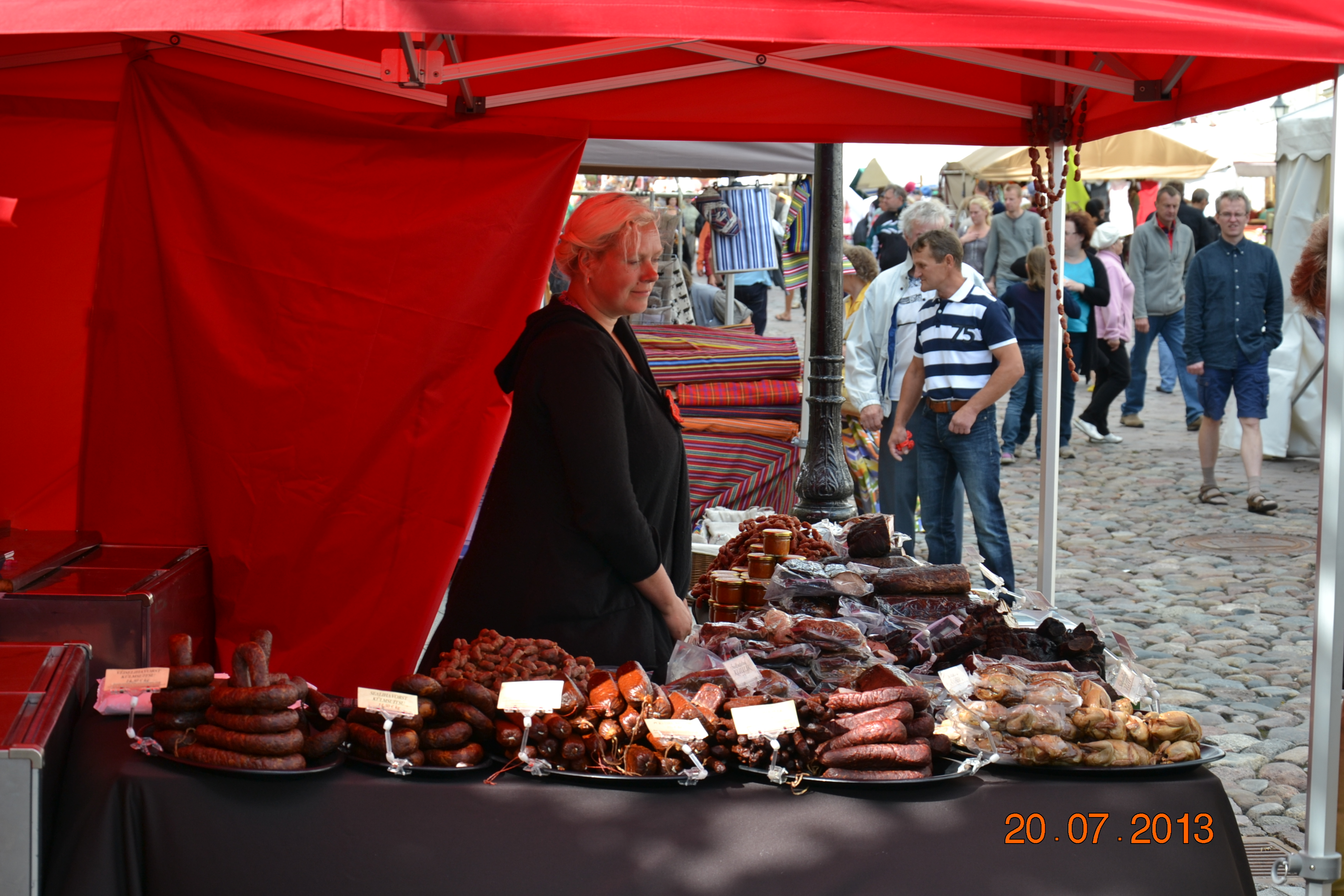
Botifarres tradicionals en exposició en un mercat de carrer estonià, 2013.
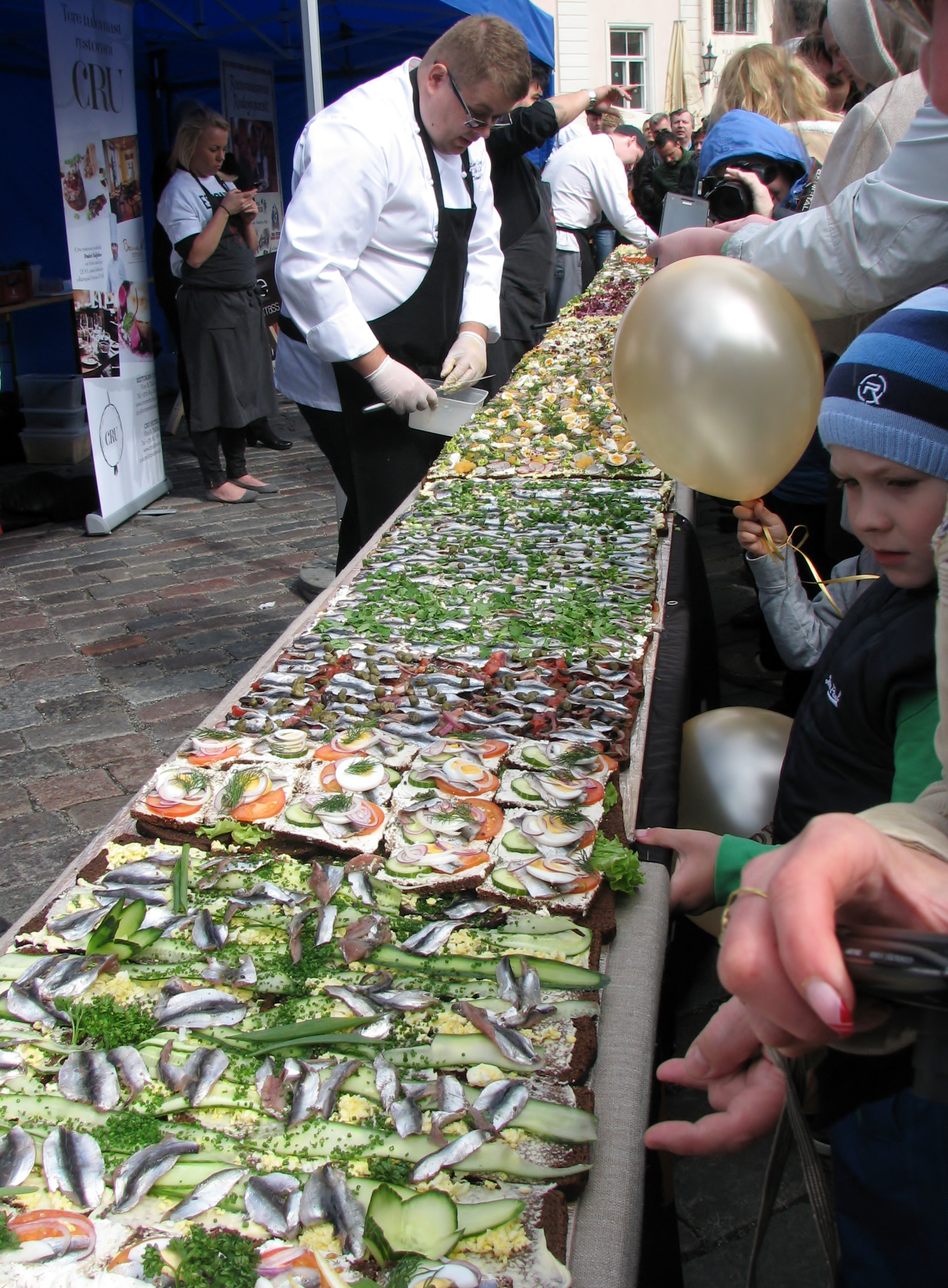
L'entrepà de peix kiluvõileib més gran del món es va crear el 2014 a Tallinn.
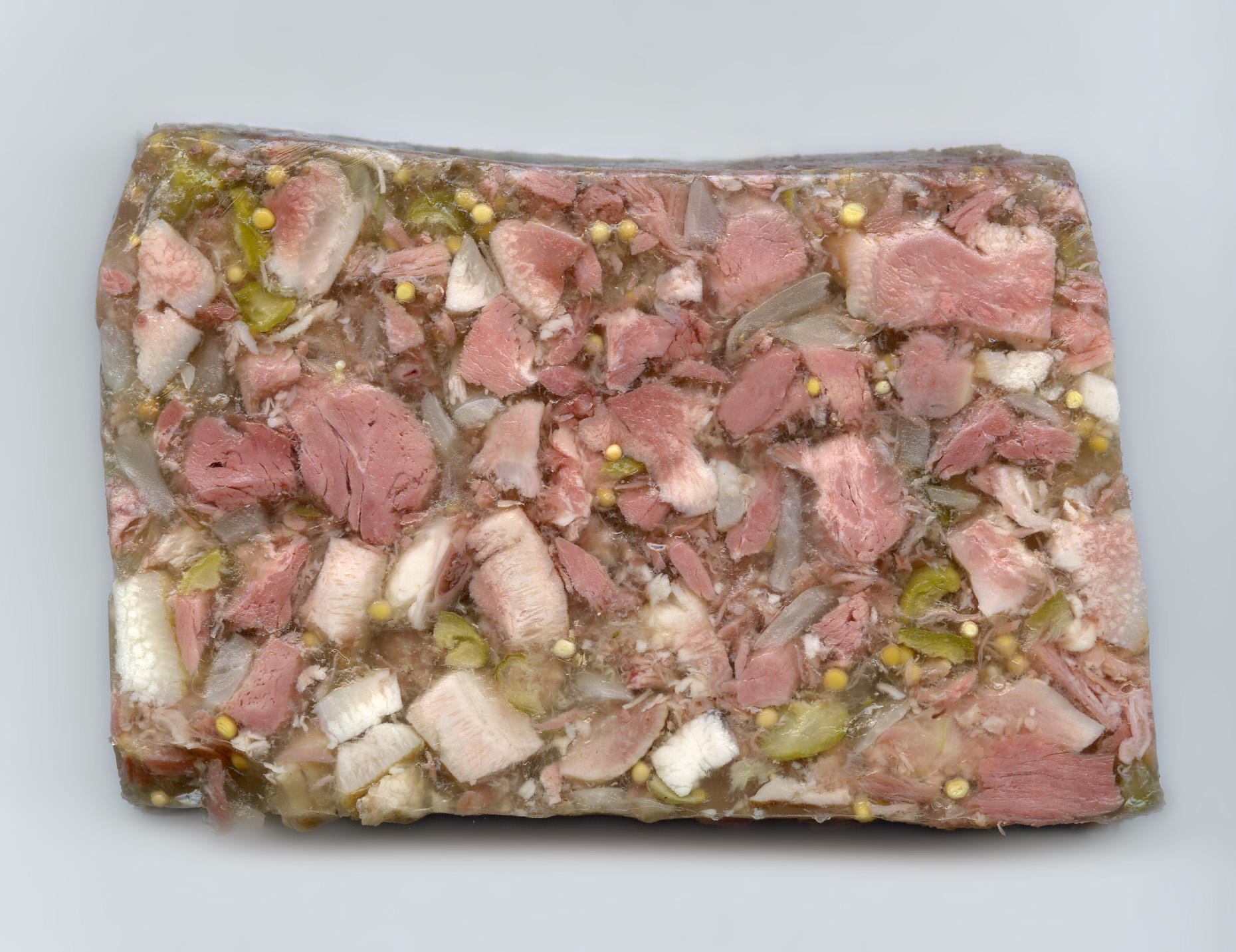
Sült (trossos de carn en cansalada de porc en gelatina).
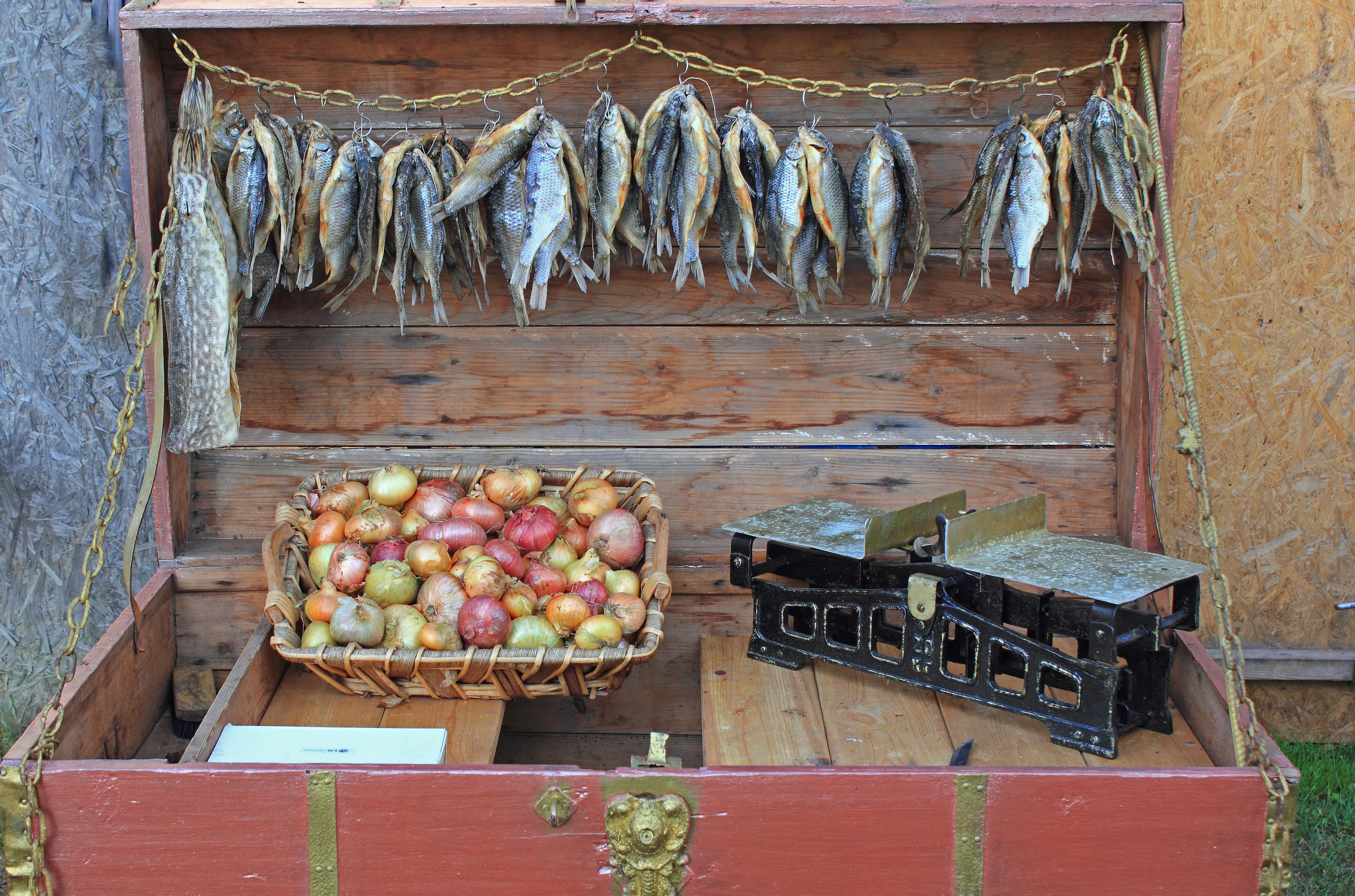
Cebes i peix sec a la venda en una parada de carretera d'un agricultor.
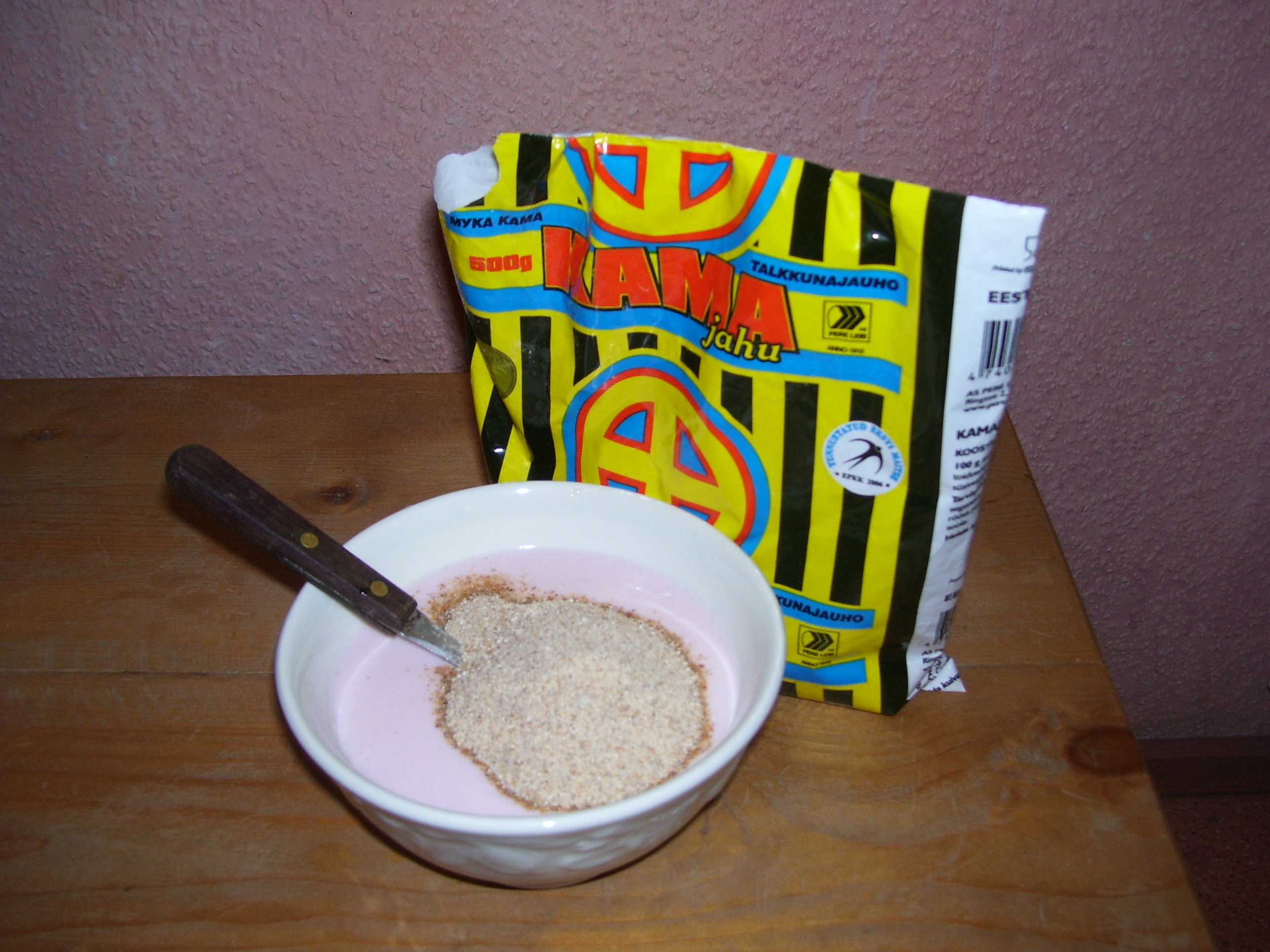
Kama, una farina de cereals i llegums es menja tradicionalment barrejada només amb llet o sèrum de mantega, ara també s'utilitza per fer postres.